# Abaamang
Abaamang es una ciudad en el centro del país africano de Guinea Ecuatorial. Se encuentra en la provincia de Wele-Nzas, varios kilómetros al norte de Nsemensoc.